# Falu Brännvin
Falu Brännvin är ett svenskt brännvin som började tillverkas i början på 1800-talet, men inte fanns till försäljning mellan 1972 och 2017. Det berättas att de förmögna svenska bergsmännen vid Stora Kopparberget ofta bjöd sina gäster på ett sött, starkt brännvin.[källa behövs]
De första som tillverkade "Falu Brännvin" för försäljning var systrarna Sofia och Sara Lena Bovin som var verksamma under 1800-talets första hälft. Hemligheten med receptet tog de med sig till Amerika, dit de emigrerade. Sedermera tog Gustaf Litström upp tillverkningen av Falu Brännvin. Hans blandningar blev uppskattade och han fick medalj för dem i både London och Stockholm[källa behövs].
Drycken tillverkades av AB Vin- & Spritcentralen mellan 1917 och 1972.[källa behövs]
Sedan 2017 finns den åter i systembolagets sortiment. Den produceras numera av Nordmarkens Destilleri AB.
Falu Brännvin innehåller brännvin som kryddats med pomeransskal, anis, fänkål, kummin, citronolja, plommon och socker.